# ケニー・ロバーツ・ジュニア
ケネス・リー・"ケニー"・ロバーツ・ジュニア（Kenneth Lee "Kenny" Roberts Junior、1973年7月25日 - ）は、アメリカ合衆国出身のオートバイ・ロードレースライダー。2000年ロードレース世界選手権GP500チャンピオン。1978年から3年連続で同クラスチャンピオンになったケニー・ロバーツの長男。弟のカーティス・ロバーツも元GPライダー。

## 概要

### MotoGP
250ccからチーム・ロバーツの時代は特別目立つ成績は挙げられなかったが、1999年スズキへ移籍するとマレーシアGP、日本GPと開幕2連勝。RGV-Γと自分のライディングの相性の良さもあいまって4勝を挙げ、年間ランキングも2位と躍進しトップライダーの仲間入りをする。翌2000年は4勝、表彰台9回と安定した走りを見せ、リタイアの多いロッシ、ビアッジ、マッコイらを押さえ年間王者に輝く。親子2代の王者はGP史上初。
その後はロッシの台頭、500ccから4スト990ccへのレギュレーション変更もあって成績も徐々に低迷。2006年、チーム・ロバーツに復帰。ホンダエンジンを載せたオリジナルマシンKR211Vでのエントリーとなるがたびたび上位を賑わせ、ポルトガルGPでは一時トップを走行するなど久しぶりに輝きを見せる。990ccから800ccにレギュレーション変更となった翌2007年は800ccマシンのセッティングに苦しみまたもや低迷。シーズン途中で弟のカーティスにシートを明け渡し、そのまま引退となった。

## 人物
- エントリーネームはGPデビューから1998年までは「ケニー・ロバーツJr.」。スズキ移籍を機に「Jr.」を外して「ケニー・ロバーツ」でエントリーしていたが、2006年に父親が率いる「チームKR」に移籍したのを機に再び「ケニー・ロバーツJr.」にエントリーネームを戻した。

- 礼儀正しい性格。表彰台の後のインタビューは「気をつけ」の姿勢で受ける。2006年のドイツGP決勝で自分の転倒に玉田誠を巻き込んでしまったが、あわてて駆け寄り、痛みに耐える玉田に「タマダサーン、モンダイナイデスカ?」とカタコトの日本語で詫びを入れ続ける姿が全世界に放送された[1]。

## 戦歴
- 1992年 - AMA 250GP ランキング4位
- 1993年 - ロードレース世界選手権GP250参戦　ランキング27位（ヤマハ／YZR250）
  - 鈴鹿8時間耐久ロードレース・8位(高橋勝義/ヤマハ)
- 1994年 - ロードレース世界選手権GP250 ランキング18位（ヤマハ／YZR250）
- 1995年 - ロードレース世界選手権GP250 ランキング8位（ヤマハ／YZR250）
- 1996年 - ロードレース世界選手権GP500 ランキング13位（ヤマハ・チームロバーツ／YZR500）
- 1997年 - ロードレース世界選手権GP500 ランキング16位（モデナス・チームロバーツ／KR3）
- 1998年 - ロードレース世界選手権GP500 ランキング13位（モデナス・チームロバーツ／KR3）
- 1999年 - ロードレース世界選手権GP500 ランキング2位（テレフォニカ・モビスター・スズキ／RGV-γ）
- 2000年 - ロードレース世界選手権GP500 年間王者（テレフォニカ・モビスター・スズキ／RGV-γ）
- 2001年 - ロードレース世界選手権GP500 ランキング11位（テレフォニカ・モビスター・スズキ／RGV-γ）
- 2002年 - ロードレース世界選手権MotoGP ランキング9位（テレフォニカ・モビスター・スズキ／GSV-R）
- 2003年 - ロードレース世界選手権MotoGP ランキング19位（スズキグランプリチーム／GSV-R）
- 2004年 - ロードレース世界選手権MotoGP ランキング18位（スズキグランプリチーム／GSV-R）
- 2005年 - ロードレース世界選手権MotoGP ランキング13位（スズキグランプリチーム／GSV-R）
- 2006年 - ロードレース世界選手権MotoGP ランキング6位（チーム・ロバーツ／KR211V）
- 2007年 - ロードレース世界選手権MotoGP ランキング24位（チーム・ロバーツ／KR212V）

通算成績
優勝8回･2位7回･3位7回（表彰台22回）･ポールポジション10回･年間王者1回